# Alexandr z Gomanu
Svatý Alexandr z Gomanu či Alexandr Akemeta byl byzantský mnich a opat, žijící ve 4. a 5. století.

## Život
Narodil se na jednom z ostrovů v Egejském moři. Vyrůstal v Konstantinopoli kde vykonával vojenskou službu. Poté přijal mnišství v jednom z klášterů poblíž Antiochie. Po čtyřech letech v klášteře odešel do pouště, kde strávil sedm let. Během tohoto období pokřtil jednoho z pohanských guvernérů města Edessa Rabulase, který se později stal biskupem.
V poušti poblíž Eufratu založil klášter, v němž brzy žilo asi 400 mnichů. V něm Alexandr zavedl hodiny nepřetržitého zpívání žalmů. Mniši byli rozděleni do 24 modlitebních stráží a každou hodinu se střídali.
Kolem roku 420 se Alexandr přestěhoval do Konstantinopole, kde založil klášter s pravidly podobné klášteru na Eufratu. V tomto městě byl on a jeho mniši pronásledováni nestoriány a proto byl nucen přesunout svou komunitu na asijské pobřeží Bosporu, do Gomanu. Zde také zemřel.